# Renvoi sur l'opposition du Québec à une résolution pour modifier la Constitution
Le Renvoi sur l'opposition du Québec à une résolution pour modifier la Constitution est un avis rendu par la Cour suprême du Canada le 6 décembre 1982 sur l'existence ou non d'une convention constitutionnelle accordant à la province de Québec un droit de veto sur les modifications à la Constitution du Canada. 

## Les faits
La question s'est posée au cours des débats sur le rapatriement de la Constitution du Canada, après que la Cour suprême du Canada ait statué dans le Renvoi : Résolution pour modifier la Constitution qu'il existe une convention constitutionnelle exigeant « un degré appréciable de consentement provincial » pour les modifications à la Constitution du Canada.
Le 9 décembre 1981, à la suite de l'accord constitutionnel du 5 novembre 1981, le gouvernement du Québec a ordonné qu'un renvoi soit pris en Cour d'appel du Québec, demandant si le consentement de la province de Québec est requis, par convention constitutionnelle, pour les modifications constitutionnelles affectant la compétence législative de la législature du Québec, ou le statut ou le rôle du gouvernement ou de la législature du Québec.
Le 7 avril 1982, la Cour d'appel du Québec a donné une réponse négative à cette question. À ce moment-là, la Loi de 1982 sur le Canada avait déjà été adoptée par le Parlement britannique et sanctionnée le 29 mars 1982 par la reine Élisabeth II, bien qu'elle n'ait pas été proclamée en vigueur. Le 13 avril, le procureur général du Québec a interjeté appel devant la Cour suprême du Canada, mais le 17 avril, la Loi de 1982 sur le Canada a été proclamée en vigueur par la reine Élisabeth II, à Ottawa.

## Jugement de la Cour suprême du Canada
En juin 1982, la Cour suprême du Canada a entendu l'appel. Le 6 décembre, la Cour avait rendu son jugement, confirmant l'opinion de la Cour d'appel du Québec selon laquelle le Québec n'a pas de veto en vertu d'une convention constitutionnelle. 